# (6256) Canova
(6256) Canova (4063 P-L) – planetoida z grupy pasa głównego asteroid okrążająca Słońce w ciągu 3,81 lat w średniej odległości 2,44 j.a. Odkryta 24 września 1960 roku.